# Pasay
Pasay (offiziell englisch City of Pasay, Tagalog Lungsod Pasay) ist eine Großstadt auf den Philippinen und Teil der Hauptstadtregion Metro Manila. Die Stadt grenzt mit einem etwa 3,5 Kilometer langen Küstenabschnitt direkt an die Manilabucht. Im Norden schließt sich die Hauptstadt Manila an, im Osten die Nachbarstädte Makati und Taguig sowie gegen Süden Parañaque. Pasay wurde am 21. Juni 1947 mit einer Bevölkerungszahl von 88.000 zur Stadt erhoben. Daraufhin hieß die Stadt kurzzeitig Rizal City, benannt nach dem philippinischen Nationalhelden José Rizal. Zwei Jahre später jedoch erhielt die Stadt 1949 wieder ihren vorherigen Namen. Diesen Namen trägt sie bis heute und hat 416.522 Einwohner (Zensus 1. August 2015).
Verwaltungsmäßig ist die Stadt in 201 Barangays unterteilt, wobei diese hier keine individuellen Namen tragen, sondern lediglich von Barangay 1 bis Barangay 201 durchnummeriert sind.

## Namensherkunft
Über den Namensursprung der Stadt gibt es mehrere Theorien, jedoch keine historisch gesicherten Aufzeichnungen. Am wahrscheinlichsten gilt dabei, dass der Name der Stadt auf die Prinzessin Dayang-Dayang Pasay aus dem Königreich Namayan zurückgeht. Das Königreich Namayan mit der Hauptstadt Sapa (heute: Santa Ana, ein Distrikt in der Stadt Manila) erstreckte sich im 12. Jahrhundert von der Manilabucht bis hin zur Laguna de Bay. Prinzessin Dayang-Dayang Pasay erbte die Ländereien, die unter anderem das heutige Gebiet Pasays umfassen.

## Wirtschaft und Verkehr
Die Stadt zählt zum Tourismusgürtel Metro Manila und wird von vielen Reisenden besucht, nicht zuletzt wegen der attraktiven Lage an der Manilabucht und den unzähligen Restaurants, Bars und Geschäften, vor allem entlang des Roxas Boulevards. Besondere Besuchermagnete sind auch die im Mai 2006 eröffnete und direkt an der Manilabucht gelegene Mall of Asia, eines der größten Einkaufszentren der Philippinen, und der Freizeitpark Star City. Zudem befindet sich auch der Flughafen Manila (Ninoy Aquino International Airport) teilweise auf dem Stadtgebiet von Pasay. Gute Verkehrsanbindungen in die umliegenden Städte bestehen zum einen über die Hauptverkehrsadern Roxas Boulevard und Epifanio de los Santos Avenue sowie über die Linien MRT 3 und LRT 1 des S-Bahn-Systems.
Aufgrund der Lage des Flughafens im Stadtgebiet haben die meisten philippinischen Airlines ihren Hauptsitz in Pasay, darunter die Philippine Airlines, Cebu Pacific und Air Philippines. Auch die Logistikfirma LBC Express, der Nahrungsmittelhersteller Oishi sowie die Philippine National Bank sitzen in Pasay. Weiterhin sind in der Stadt einige Institutionen der philippinischen Regierung ansässig, unter anderem der Senat der Philippinen, die zivile Luftfahrtbehörde der Philippinen (Civil Aviation Authority of the Philippines – CAAP) und das Außenministerium der Philippinen (Department of Foreign Affairs – DFA).

## Sport
2023 war die SM Mall of Asia Arena in Pasay einer der Spielorte der Basketball-Weltmeisterschaft 2023 in der Vorrunde sowie der Austragungsort aller Spiele der Finalrunde ab dem Viertelfinale.

## Hochschule
- Campus der Arellano University

## Söhne und Töchter
- Alejandro Aclan (* 1951), römisch-katholischer Geistlicher, Weihbischof in Los Angeles